# Uraniidae
Pour les articles homonymes, voir Uranie (homonymie).
Famille
Les Uraniidae forment une famille de lépidoptères (papillons) de la super-famille des Geometroidea, qui compte une centaine de papillons tropicaux, diurnes ou nocturnes. Quelques-unes des espèces diurnes sont célèbres par la diversité et l'éclat de leurs couleurs métalliques, notamment Urania leilus, originaire d'Amérique centrale et du Sud, et surtout Chrysiridia rhipheus (Drury, 1773) (ou Chrysiridia madagascariensis), considéré comme l'un des plus beaux lépidoptères du monde, qui ne vit qu'à Madagascar.

## Systématique
La famille des Uraniidae a été décrite par le zoologiste français Émile Blanchard en 1845. Le genre type est Urania Fabricius, 1807.

### Taxinomie
Il existe 4 sous-familles  
Liste des sous-familles et genres
- Auzeinae
  - Auzea
  - Brachydecetia
  - Decetia
- Uraniinae
  - Alcides
  - Chrysiridia
  - Cyphura
  - Lyssa
  - Urania
  - Urapteritra
  - Urapteroides
- Microniinae
  - Micronia
  - Acropteris
- Epipleminae
  - Genres nombreux

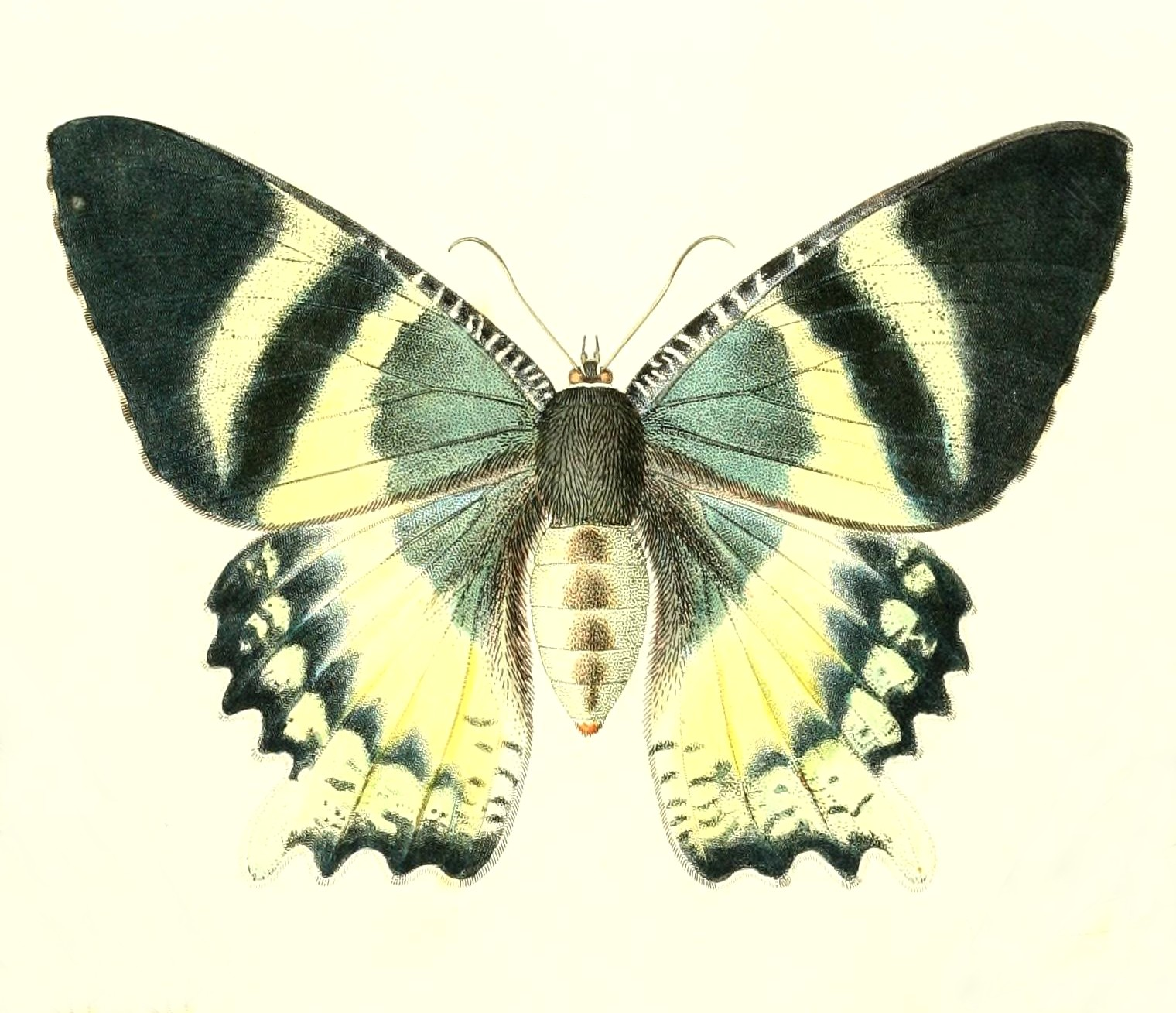
Alcides
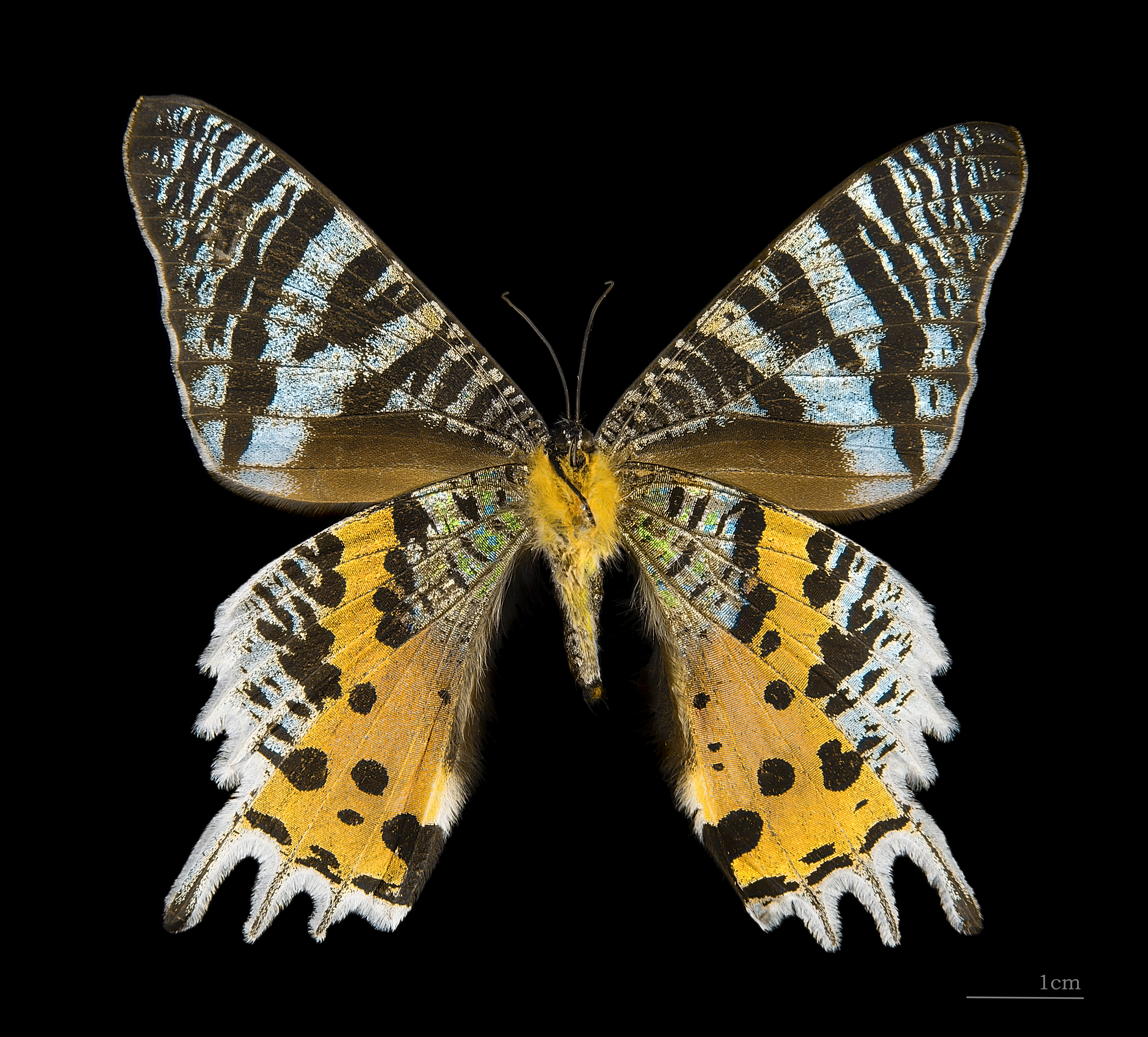
Chrysiridia  - MHNT
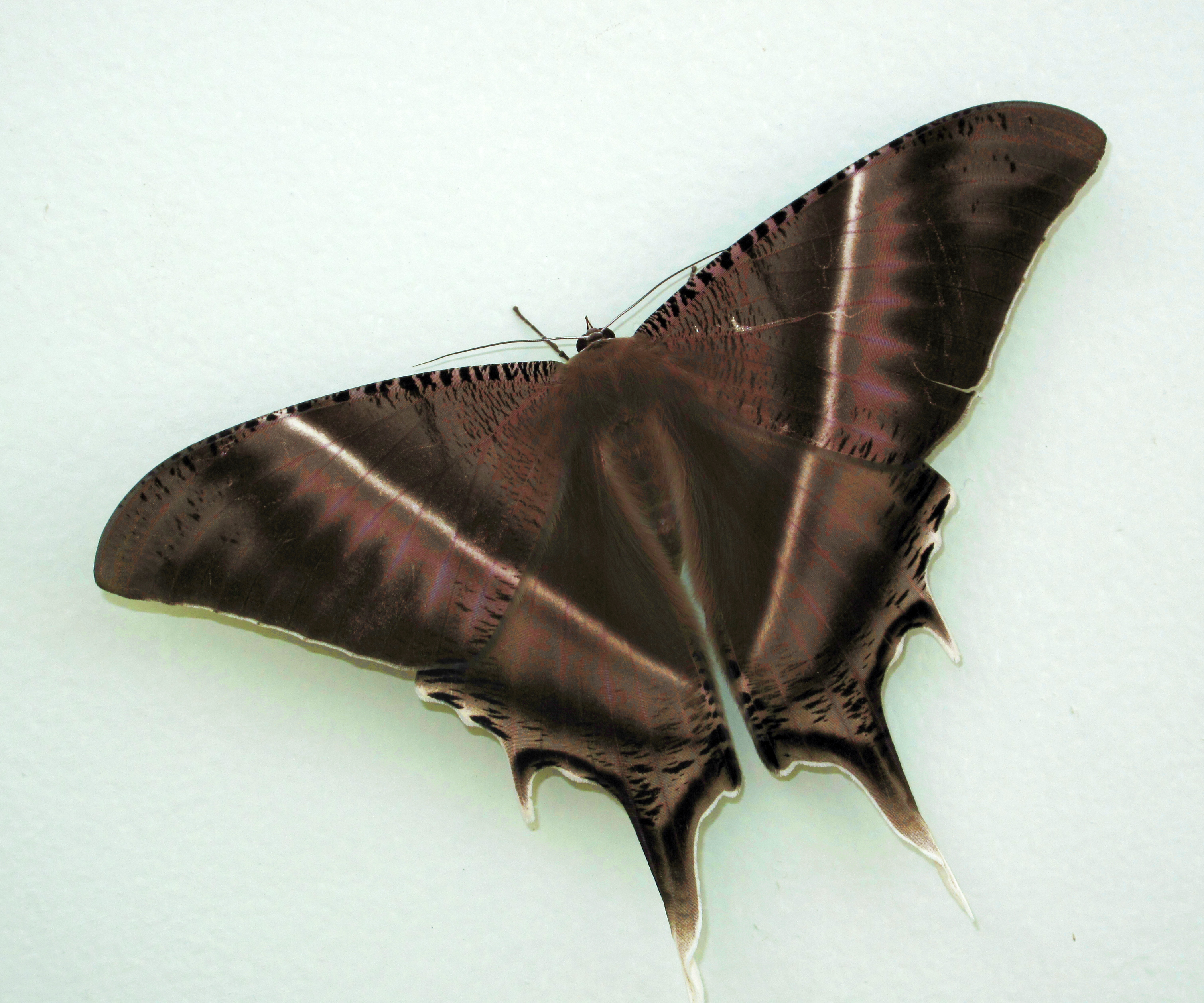
Lyssa
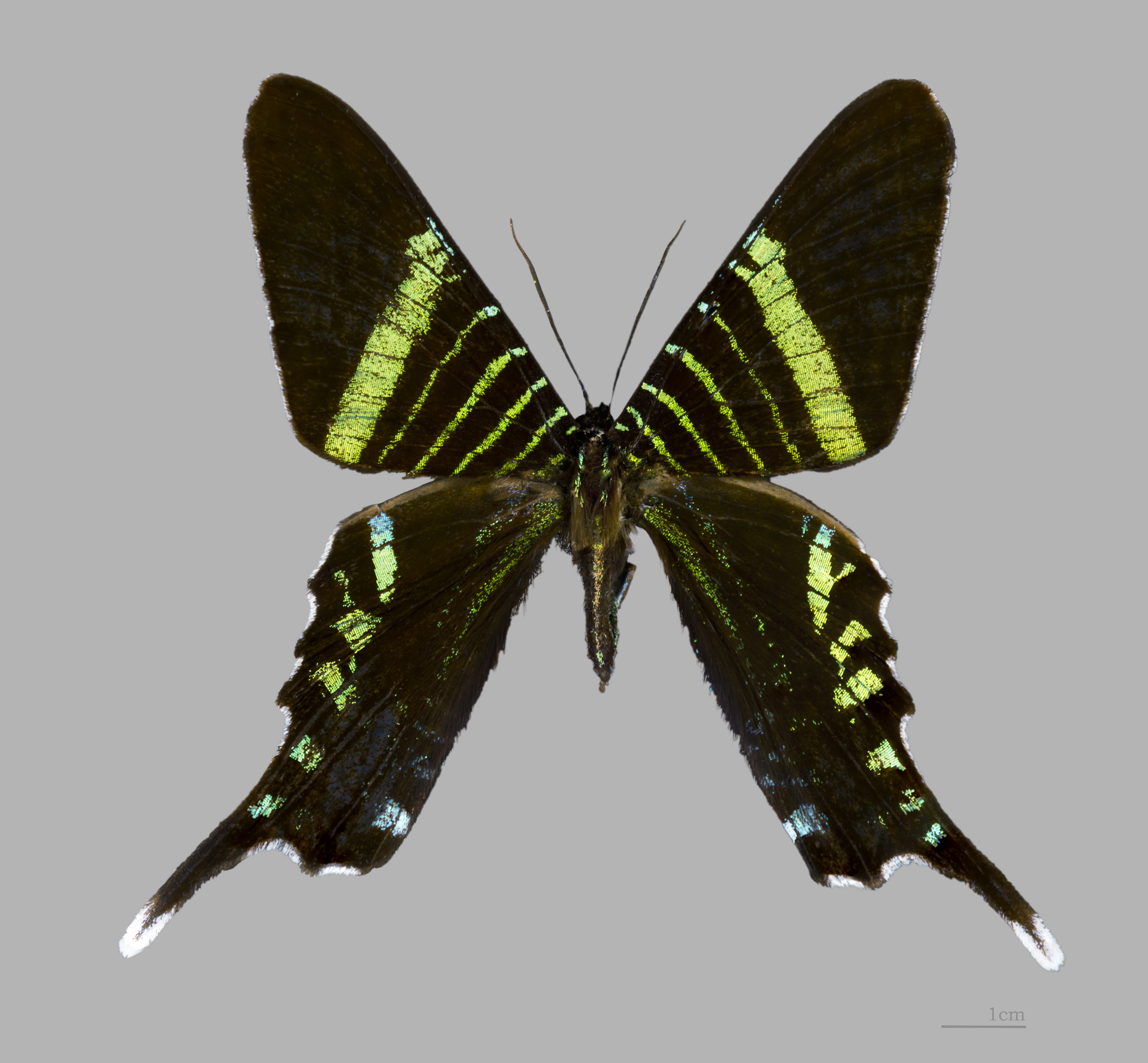
Urania - MHNT